# Craspedacusta brevinema
Craspedacusta brevinema is een hydroïdpoliep uit de familie Olindiasidae. De poliep komt uit het geslacht Craspedacusta. Craspedacusta brevinema werd in 2002 voor het eerst wetenschappelijk beschreven door He & Xu. 